# Pseudoterpna unilineata
Pseudoterpna unilineata là một loài bướm đêm trong họ Geometridae.